# Paul Trehou
Paul Trehou (Billy-Montigny, 1900. szeptember 25. – Billy-Montigny, 1980. február 24.) francia nemzetközi labdarúgó-játékvezető.

## Pályafutása

### Nemzeti játékvezetés
1936-ban lett az I. Liga játékvezetője. A nemzeti játékvezetéstől 1949-ben vonult vissza.

### Nemzetközi játékvezetés
A Francia labdarúgó-szövetség Játékvezető Bizottsága (JB) terjesztette fel nemzetközi játékvezetőnek, a Nemzetközi Labdarúgó-szövetség (FIFA) 1938-tól (tartotta) tartja nyilván bírói keretében. A FIFA JB központi nyelvei közül a franciát beszélte. Több nemzetek közötti válogatott és klubmérkőzést vezetett, vagy működő társának partbíróként segített. Az aktív nemzetközi játékvezetéstől 1944-ben búcsúzott. Válogatott mérkőzéseinek száma: 1.

#### Labdarúgó-világbajnokság
A világbajnoki döntőkhöz vezető úton Franciaországba a III., az 1938-as labdarúgó-világbajnokságra a FIFA JB játékvezetőként alkalmazta. A FIFA JB általános gyakorlatának megfelelően a hazai szövetségtől kért 10 fő játékvezetőt, kifejezetten partbírói feladatok ellátására.
Az egyik nyolcaddöntőn 2. számú partbíróként kapott feladatot. Partbírói mérkőzéseinek száma világbajnokságon: 1.

##### 1938-as labdarúgó-világbajnokság

###### Világbajnoki mérkőzés
| Időpont         | Helyszín                   | Mérkőzés típusa    | Mérkőzés             | Játékvezető   | Eredmény | Nézők száma |
| --------------- | -------------------------- | ------------------ | -------------------- | ------------- | -------- | ----------- |
| 1938. június 5. | Stade Vélodrome, Marseille | egyik nyolcaddöntő | Olaszország–Norvégia | Alois Beranek | 2 – 1    | 18 000      |

## Statisztika

### Nemzetközi válogatott mérkőzése
| #  | Dátum              | Helyszín                 | Hazai         | Eredmény | Vendég   | Kiírás     | Gólok | Esemény |
| -- | ------------------ | ------------------------ | ------------- | -------- | -------- | ---------- | ----- | ------- |
| 1. | 1944. december 24. | Párizs, Parc des Princes | Franciaország | 3 – 1    | Belgium  | barátságos | -     |         |
|    | Összesen           |                          |               | 1        | mérkőzés |            |       |         |